# Augustux
 (novembre 2023).
Si vous disposez d'ouvrages ou d'articles de référence ou si vous connaissez des sites web de qualité traitant du thème abordé ici, merci de compléter l'article en donnant les références utiles à sa vérifiabilité et en les liant à la section « Notes et références ».
Augustux est une distribution GNU/Linux basée sur Knoppix (lui-même est basé sur Debian) et utilisant KDE. Lancé en 2003 par David Charro[Qui ?], le projet a cessé d'être actif en 2006.
De la même manière que Knoppix, la distribution peut être installée sur le disque dur à l'aide d'un script d'installation.

## Caractéristiques
- KDE comme environnement de bureau, avec  KOffice et Konqueror comme navigateur web ;
- xmms pour le support MPEG et MP3, ainsi que le lecteur audio Ogg Vorbis ;
- logiciels pour accéder à Internet comme kppp et des utilitaires RDSI ;
- GIMP ;
- des outils pour la récupération des données ;
- des outils d'analyse du réseau et d'administration ;
- libreffice la suite bureautique libre
- de nombreux logiciels pour programmer avec notamment des IDE comme KDevelop.